# بزنج
بزنج (بالفارسية: بزنج) هي قرية تقع في قسم روئين الريفي (مقاطعة إسفراين) في إيران. يقدر عدد سكانها بـ 338 نسمة بحسب إحصاء 2016.